# 肖恩·邁特蘭
肖恩·邁特蘭（英語：Sean Maitland；1988年9月14日—）是一位蘇格蘭橄欖球運動員。他是蘇格蘭國家橄欖球隊的一員，代表蘇格蘭參加了2015年世界盃橄欖球賽。